# Tragia cordata
Tragia cordata är en törelväxtart som beskrevs av André Michaux. Tragia cordata ingår i släktet Tragia och familjen törelväxter. Inga underarter finns listade i Catalogue of Life.